# Functionaalanalyse
Binnen de wiskunde is functionaalanalyse het deelgebied van de analyse, dat zich bezighoudt met de studie van vectorruimten en operatoren, die op deze vectorruimten inwerken. De functionaalanalyse heeft zijn historische wortels in de studie van functieruimten, in het bijzonder transformaties van functies, zoals de fouriertransformaties, alsook in de studie van differentiaal- en integraalvergelijkingen, toegepast op functies van functies.
Het gebruik van het woord functionaal gaat terug op de variatierekening, wat een functie impliceert, waarvan het argument ook een functie is. De oudste problemen in de functionaalanalyse zijn de extremaalproblemen binnen de variatierekening. Het gaat er daarbij om een functie uit een gegeven klasse van functies te isoleren die een extreme (minimale of maximale) waarde van een of andere eigenschap bereikt.
Het gebruik van het woord in het algemeen wordt toegeschreven aan de Italiaanse wis- en natuurkundige Vito Volterra, terwijl de introductie en verdere uitwerking van de functionaalanalyse vooral te danken is aan een groep van Poolse wiskundigen rondom Stefan Banach.
Vanuit het moderne gezichtspunt wordt functionaalanalyse ook gezien als de veralgemening van de lineaire algebra naar oneindig-dimensionale vectorruimten, die zijn uitgerust met een topologie. De lineaire algebra houdt zich daarentegen voornamelijk bezig met eindig-dimensionale ruimten. Een belangrijk deel van de functionaalanalyse beslaat de uitbreiding van de maattheorie, de integraalrekening en de kansrekening naar oneindig-dimensionale ruimten, ook wel bekend als de oneindig-dimensionale analyse.

## Genormeerde vectorruimten
De basis- en historisch gezien eerste klasse van ruimten, die in de functionaalanalyse worden bestudeerd, zijn volledige genormeerde vectorruimten over de reële- of complexe getallen. Zulke ruimten worden Banachruimten genoemd. Een belangrijk voorbeeld is een Hilbertruimte, waar de norm voortkomt uit een inwendig product. Deze ruimten zijn op veel gebieden, waaronder ook de wiskundige formulering van kwantummechanica, van fundamenteel belang. 
Meer in het algemeen omvat de functionaalanalyse de studie van Fréchet-ruimten en andere topologische vectorruimten, die niet zijn uitgerust met een norm.
Een belangrijk object van studie in de functionaalanalyse zijn de continue lineaire operatoren, die zijn gedefinieerd op Hilbert- en Banachruimten. Deze lineaire operatoren leiden op natuurlijke wijze tot de definitie van C*-algebra's en andere operator-algebra's.

### Hilbertruimten
Hilbertruimten kunnen volledig worden geclassificeerd: voor elke kardinaliteit van de orthonormale basis bestaat er een unieke Hilbertruimte op isomorfismen ervan na. Aangezien eindig-dimensionale Hilbertruimten binnen het kader van de lineaire algebra volledig worden begrepen en aangezien morfismen van Hilbertruimten altijd kunnen worden opgedeeld in morfismen van ruimten met alef-nul (ℵ0) dimensionaliteit, houdt de functionaalanalyse van Hilbertruimten zich voornamelijk bezig met de unieke Hilbertruimte van dimensionaliteit alef-nul en haar morfismen. Een van de open problemen in de functionaalanalyse is het vinden van een bewijs dat elke begrensde lineaire operator op een Hilbertruimte een gepaste invariante deelruimte heeft. Vele bijzondere gevallen van dit invariantedeelruimteprobleem zijn al wel bewezen, maar een algemeen bewijs is nog niet gevonden.

### Banachruimten
Algemene Banachruimten zijn gecompliceerder en kunnen niet op zo'n eenvoudige wijze worden geclassificeerd als Hilbertruimten. In het bijzonder ontbreekt het Banachruimten aan een notie analoog aan een orthonormale basis.
Voorbeelden van Banachruimten zijn {\displaystyle L^{p}}-ruimten, voor elk reëel getal {\displaystyle p\geq 1} (zie Lp-ruimten). Gegeven {\displaystyle p\geq 1} en een verzameling {\displaystyle X} (die al of niet aftelbaar kan zijn), bestaat {\displaystyle L^{p}(X)} uit "alle Lebesgue-meetbare functies, waarvan de absolute waarden p-e macht een eindige integraal heeft".
Dat wil zeggen dat de Banachruimte bestaat uit alle Lebesgue-meetbare functies {\displaystyle f}, waarvoor
{\displaystyle \int _{x\in X}\left|f(x)\right|^{p}\,dx<+\infty }.
Als {\displaystyle X} aftelbaar is, kan de integraal worden vervangen door een som
{\displaystyle \sum _{X}\left|f(x)\right|^{p}<+\infty },
hoewel voor aftelbare {\displaystyle X} de ruimte meestal wordt aangeduid door {\displaystyle \ell ^{p}(X)}.
Een groot deel van de studie naar Banachruimten heeft betrekking op de duale ruimte: de ruimte van alle continue lineaire afbeeldingen van de ruimte op haar onderliggende veld, de zogenaamde functionalen. Een Banachruimte kan op kanonieke wijze worden geïdentificeerd met een deelruimte van haar biduale, dat wil zeggen de duale van haar duale ruimte. De corresponderende afbeelding is een isometrie, maar in het algemeen niet "onto". Een algemene Banachruimte en haar biduale hoeft zelfs niet op enige wijze isometrisch isomorf te zijn, dit in tegenstelling tot de eindige-dimensionale situatie. Dit wordt uitgelegd in het duale ruimte artikel.
De notie van een afgeleide kan dus worden uitgebreid naar functies tussen willekeurige Banachruimten. Zie bijvoorbeeld het artikel over de Fréchet-afgeleide.

## Belangrijkste resultaten
Vier belangrijke resultaten uit de functionaalanalyse zijn:
- Het principe van uniforme begrensdheid (ook bekend als stelling van Banach-Steinhaus) is van toepassing op verzamelingen van operatoren met begrenzingen.
- Een van de spectraalstellingen (er zijn er meer dan een) geeft een integraalformule voor de normale operatoren op een Hilbertruimte. Deze stelling is van essentieel belang voor de wiskundige formulering van de kwantummechanica.
- De stelling van Hahn-Banach breidt functionalen op een norm-bewarende manier uit van een deelruimte naar de volledige ruimte. Een implicatie is de niet-trivialiteit van duale ruimte.
- De open afbeeldingsstelling en de stelling van de gesloten grafiek.

## Voorbeeld
Een balletje rolt zonder wrijving van een berghelling van 1000 m hoogte over een horizontale afstand van 1000 m. Welke vorm moet de helling hebben om de afdaling zo kort mogelijk te laten duren? (zie ook brachistochroon)
Mathematisch beschouwen we de verzameling van alle gladde reële functies die dalen van (1000, 0) naar (0, 1000). De valtijd van het balletje, bij een gegeven hellingsfunctie, is een bepaalde integraal waarin de functie en haar eerste afgeleide optreden. Men noemt de valtijd een functionaal omdat hij een functie van een functie is.
Zoals in de gewone differentiaalrekening, kan ook de oplossing van dit optimaliseringsprobleem worden bereikt door een afgeleide gelijk te stellen aan nul. De belangrijkste nieuwigheid is dat de functionaal niet langer afhangt van een eindig aantal reële parameters, maar van een functie - dus van een element uit een oneindigdimensionale ruimte.

## Toepassingen in de natuurkunde
Een belangrijke vroege toepassing van de functionaalanalyse was de herformulering van de analytische mechanica door Joseph-Louis Lagrange (1736-1813). In de formulering van Lagrange volgt ieder mechanisch systeem een baan die bepaald wordt door het minimaliseren van een integraal, de zogenaamde actiefunctionaal ("beginsel van de minste actie").
Sinds het einde van de negentiende eeuw, met de studie van de elektromagnetische velden (maxwellvergelijkingen) en later de kwantummechanica (schrödinger- en diracvergelijking) zijn andere belangrijke toepassingen gevonden van analyse op oneindigdimensionale ruimten. Een belangrijke impuls kwam hierbij van David Hilbert.

## Moderne definitie
In de hedendaagse wiskunde betekent de term functionaalanalyse: studie van topologische vectorruimten. Een topologische vectorruimte is een reële of complexe vectorruimte, meestal oneindigdimensionaal, voorzien van een topologie die voldoet aan de Hausdorff-eigenschap (zie ook scheidingsaxioma) en die compatibel is met de gewone vectorbewerkingen; dat wil zeggen dat de optelling van vectoren en de scalaire vermenigvuldiging van een getal met een vector, continue functies zijn. De meeste "natuurlijke" functieverzamelingen kunnen worden opgevat als topologische vectorruimten. Het begrip distributie, uitgevonden door Paul Dirac en geformaliseerd door Laurent Schwartz, geeft aanleiding tot een topologische vectorruimte die geen functieruimte is (waarvan de vectoren geen gewone functies zijn).
De systematische studie van topologische vectorruimten nam een hoge vlucht sinds de jaren 1930, mede onder invloed van een groep wiskundigen onder leiding van Stefan Banach. Belangrijke begrippen zijn banachruimte (een vectorruimte met een volledige norm) en hilbertruimte (een banachruimte waarvan de norm afkomstig is van een scalair product).
De operatorentheorie bestudeert lineaire afbeeldingen tussen topologische vectorruimten.
Thans is een goed begrip van onder meer de kwantummechanica onmogelijk zonder een grondige studie van de eigenschappen van topologische vectorruimten.

## Trivia
In documenten van de Europese Unie en van het Vlaamse Fonds voor Wetenschappelijk Onderzoek duikt het synoniem functieanalyse op.